# Jörg Borrmann
Jörg Borrmann (* 1975) ist ein deutscher Zauberkünstler und Illusionist.

## Leben
Im Hauptberuf ist Jörg Borrmann Polizeibeamter. Angeregt durch sein Idol Houdini fing er mit acht Jahren an zu zaubern. Er nahm in den 1980er-Jahren an mehreren überregionalen Jugendwettbewerben teil und erhielt verschiedene Preise und Auszeichnungen, unter anderem den deutschen Nachwuchspreis 1988. Zu Beginn der 1990er-Jahre nahm er an den internationalen Zaubermeisterschaften in Berlin teil. Ab 1995 war Borrmann als Amateurzauberer tätig und begann, sein vielseitiges Programm von der Tischmagie über die Live-Bühnenshow bis zur Moderation auszubauen. 1992 wurde Borrmann Mitglied der ältesten deutschen Magiervereinigung, des 1912 in Hamburg gegründeten Magischen Zirkels von Deutschland.
Seit 2000 ist Borrmann professionell tätig. Er trat gemeinsam mit anderen etablierten Zauberkünstlern auf, beispielsweise mit Peter Kersten. Neben seiner eigentlichen Tätigkeit als Zauberkünstler, Magier und Moderator ist er auch als Dozent für Zauberkunst tätig und bildet unter anderem Firmenmitarbeiter bei Businessseminaren aus.
Für die Fachzeitschrift Magische Welt hat er drei Artikel verfasst. Auch für das Fachorgan „Magie“ schrieb er einige Artikel.
2016 gründete Borrmann in Hamburg ein Zaubertheater unter der Bezeichnung Wunderkontor, in dem er bis 2022 wöchentlich auftrat. Seit 2023 gibt er in einer Kaffeerösterei in der Speicherstadt in Hamburg Vorstellungen.